# Altamente mia
Altamente mia è un singolo del rapper italiano Bresh, pubblicato il 7 aprile 2023 come secondo estratto dal terzo album in studio Mediterraneo.

## Descrizione
Il brano racconta la fine di una storia d'amore attraverso un susseguirsi di fotografie della vita quotidiana di una coppia ormai al capolinea, ma che ancora non è pronta a lasciarsi andare del tutto, lasciando aperta una speranza per il futuro.

## Video musicale
Il video, diretto da Simone Mariano, è stato pubblicato l'11 aprile 2023 sul canale YouTube del rapper.

## Tracce
1. Altamente mia – 2:53

## Classifiche

### Classifiche settimanali
| Classifica (2023) | Posizione massima |
| ----------------- | ----------------- |
| Italia            | 12                |

### Classifiche di fine anno
| Classifica (2023) | Posizione |
| ----------------- | --------- |
| Italia            | 80        |